# رادنی کاگیاما
رادنی کاگیاما (به انگلیسی: Rodney Kageyama) (زاده ۱ نوامبر ۱۹۴۱) بازیگر آمریکایی است.
از فیلم‌های معروف او می‌توان به بازی در فیلم گانگ هو اشاره کرد.